# كييل لوند
كييل لوند (بالنرويجية: Kjell Lund)‏ (و. 1927 – 2013 م) هو ملحن، ومهندس معماري، وكاتب أغاني نرويجي، ولد في ليلهامر، وكان عضوًا في الأكاديمية الملكية السويدية للفنون، توفي عن عمر يناهز 86 عاماً.

## التعليم
تعلم في الجامعة النرويجية للعلوم والتكنولوجيا.

## جوائز
حصل على جوائز منها:
- Grosch medal [الإنجليزية]‏ (2005)
- Norsk Form Honours Award  [لغات أخرى]‏ (1995)
- ميدالية الأمير يوجين [الإنجليزية]‏ (1975)
- وسام القديس أولاف.